# Ligne Seibu Sayama
La ligne Seibu Sayama (西武狭山線, Seibu Sayama-sen) est une courte ligne ferroviaire de la compagnie privée Seibu dans la préfecture de Saitama au Japon. Elle relie la gare de Nishi-Tokorozawa à celle de Seibu-Kyūjō-mae à Tokorozawa. C'est une branche de la ligne Seibu Ikebukuro.
Sur les cartes, la ligne Seibu Sayama est de couleur orange et les stations sont identifiées par les lettres SI suivies d'un numéro.

## Histoire
La ligne a été ouverte le 1er mai 1929.

## Caractéristiques

### Ligne
- Longueur : 4,2 km
- Écartement : 1 067 mm
- Alimentation : 1 500 Vcc par caténaire
- Nombre de voies : Voie unique

### Services et interconnexions
La ligne est interconnectée avec la ligne Seibu Ikebukuro à Nishi-Tokorozawa.

### Liste des gares
La ligne comporte 3 gares.
| Numéro | Gare             | Nom japonais | Distance (km) | Correspondances                    | Localisation |
| ------ | ---------------- | ------------ | ------------- | ---------------------------------- | ------------ |
| SI18   | Nishi-Tokorozawa | 西所沢       | 0             | Seibu : Ikebukuro (interconnexion) | Tokorozawa   |
| SI40   | Shimo-Yamaguchi  | 下山口       | 1,8           |                                    | Tokorozawa   |
| SI41   | Seibu-Kyūjō-mae  | 西武球場前   | 4,2           | Seibu : Yamaguchi                  | Tokorozawa   |

## Matériel roulant

### Actuel
La ligne est parcourue par les trains suivants.

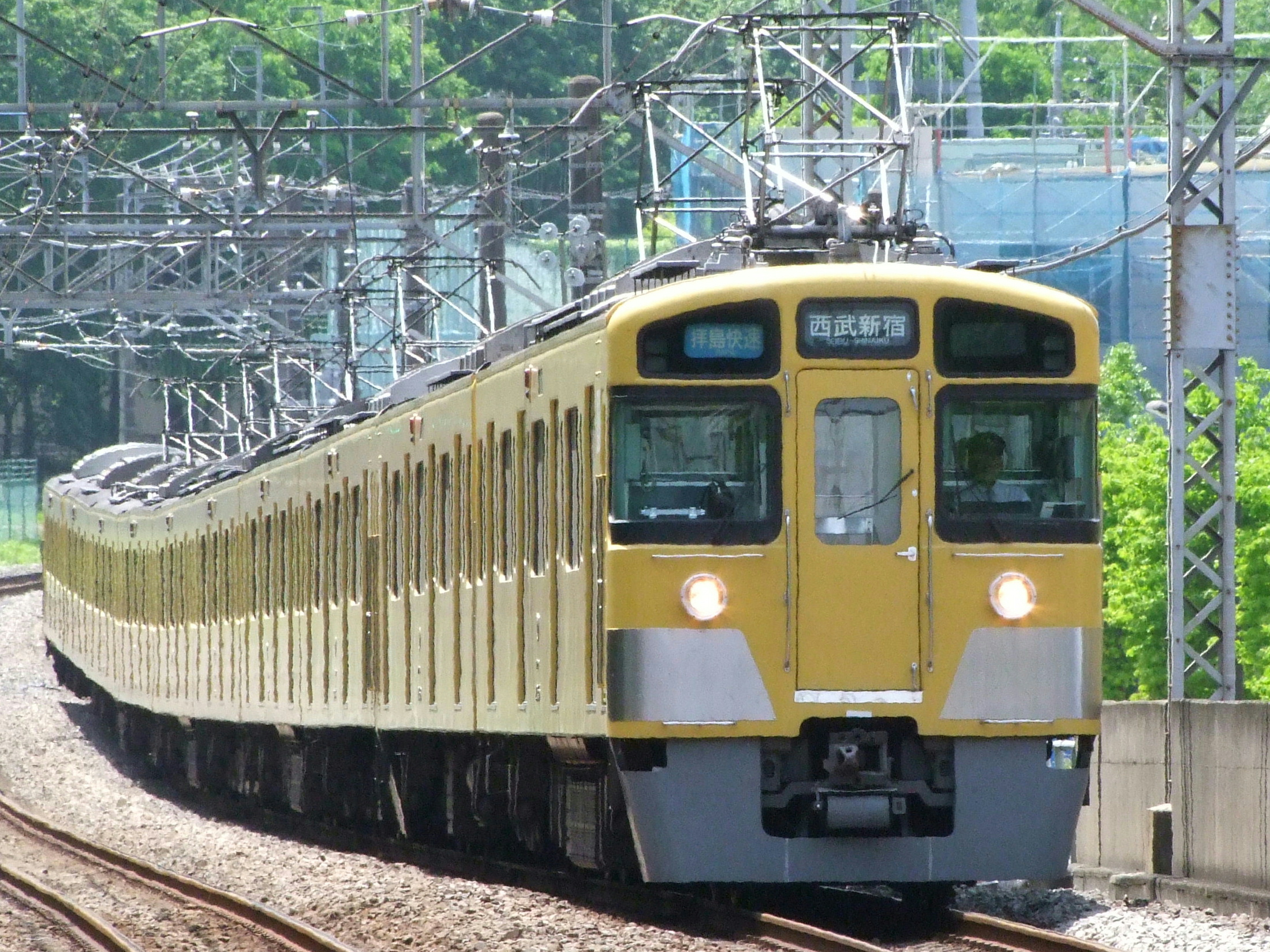
Seibu série 2000
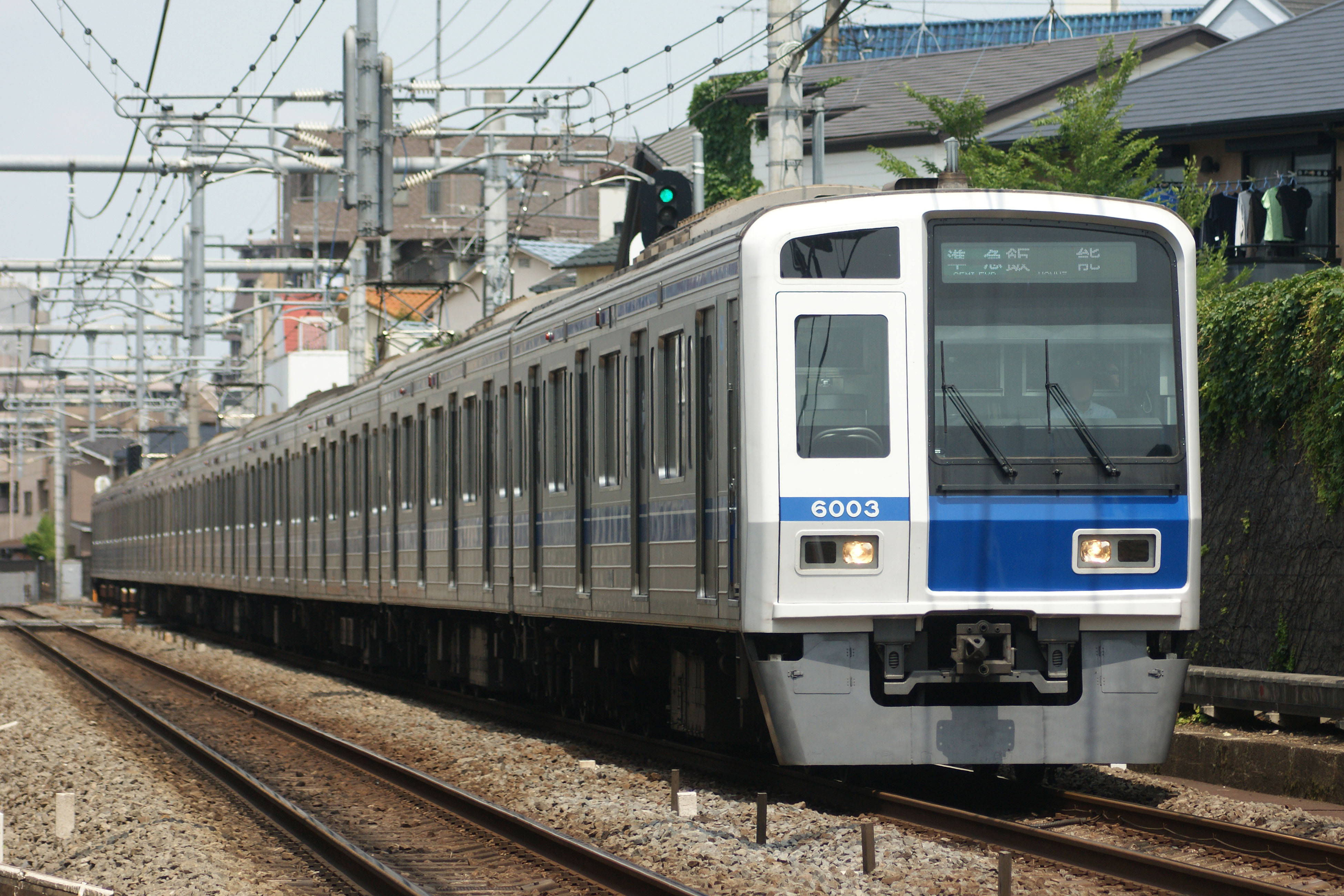
Seibu série 6000
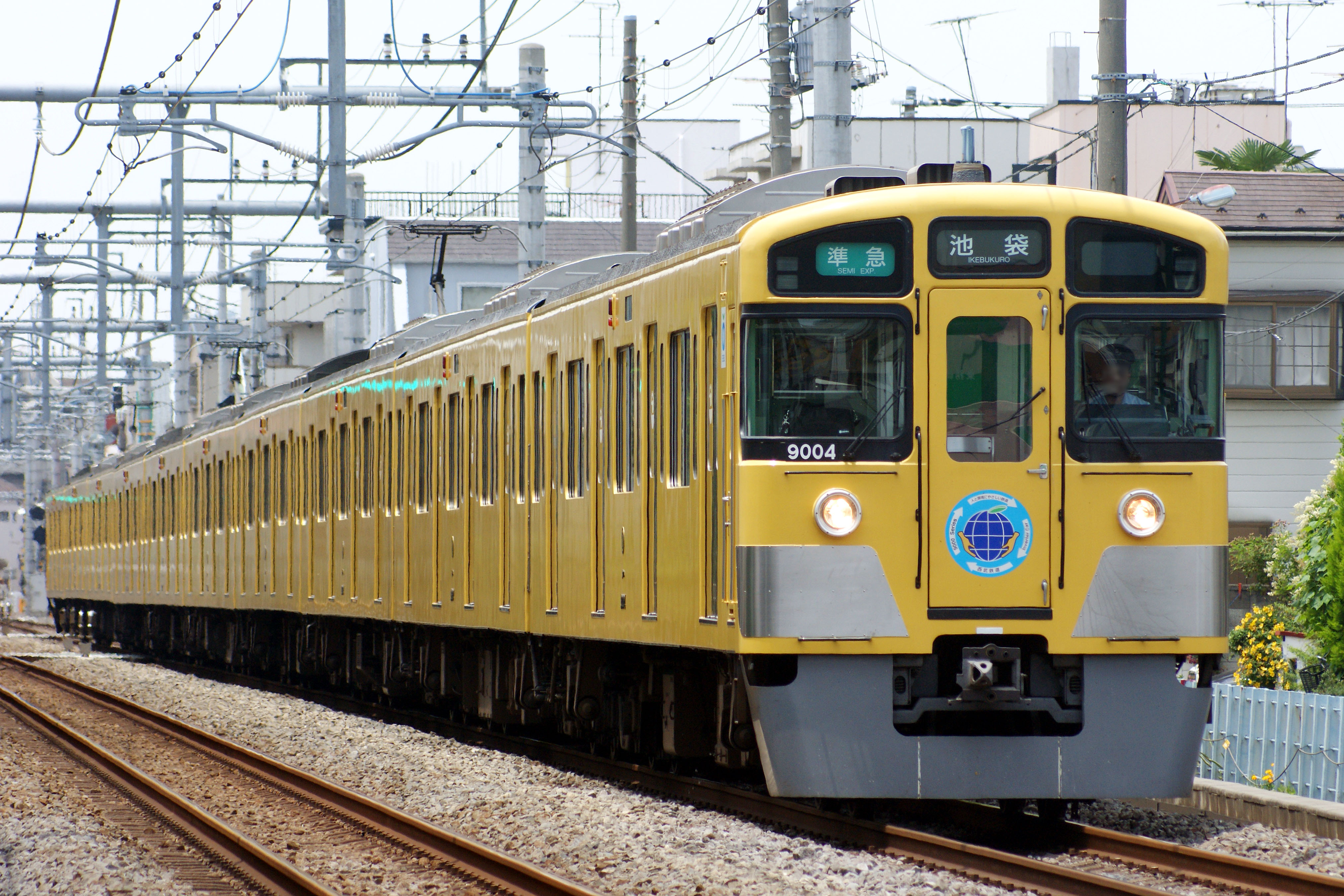
Seibu série 9000
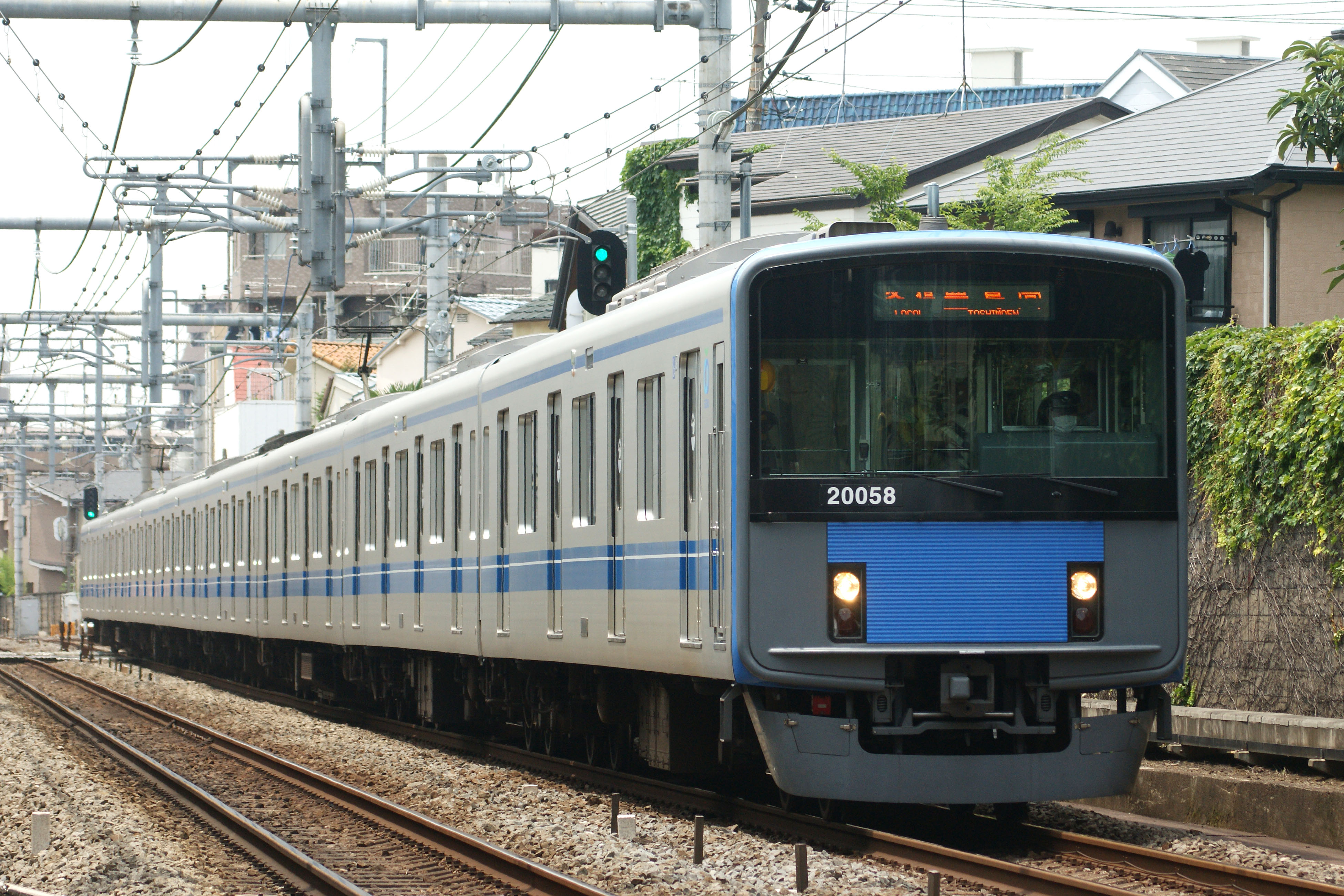
Seibu série 20000
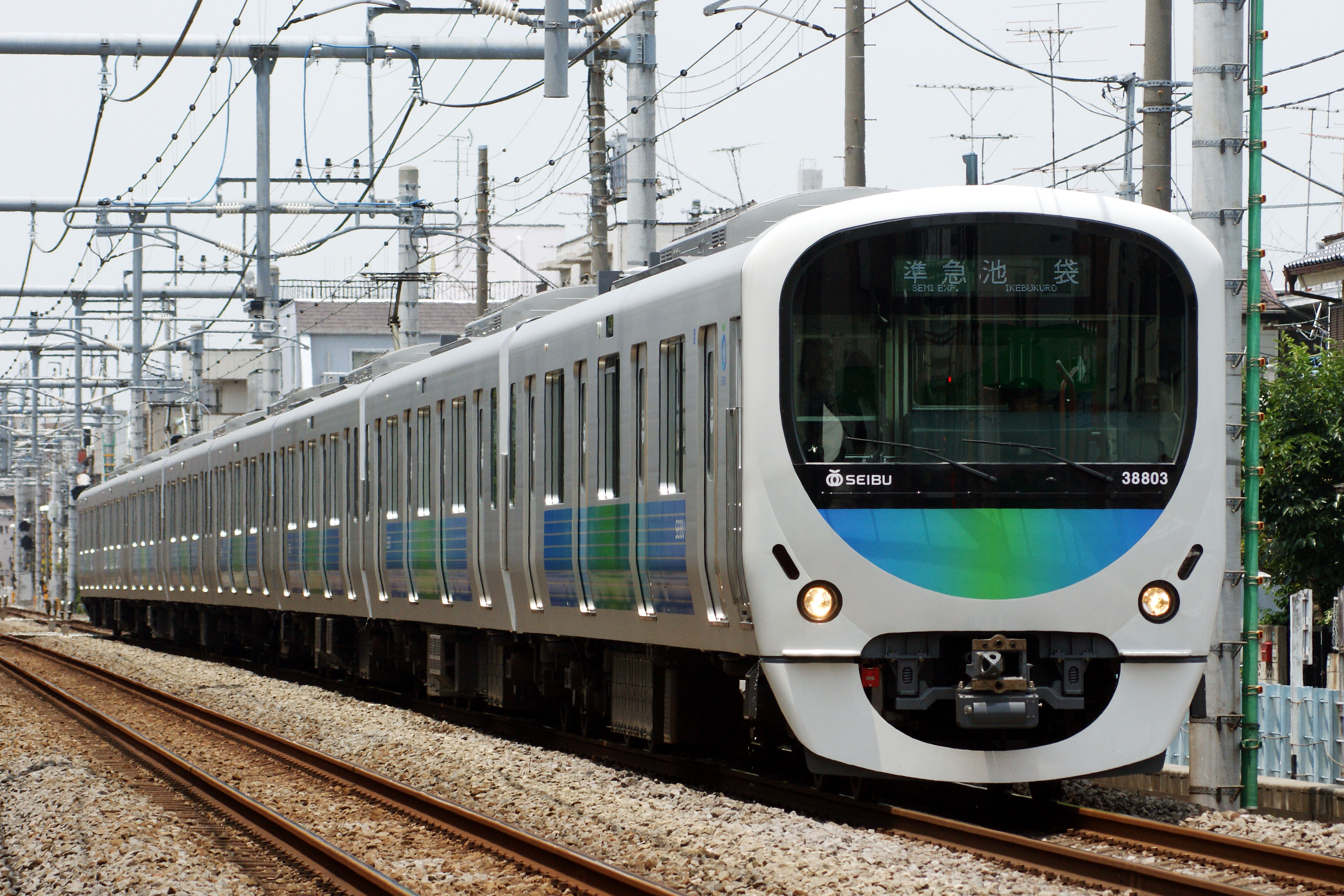
Seibu série 30000
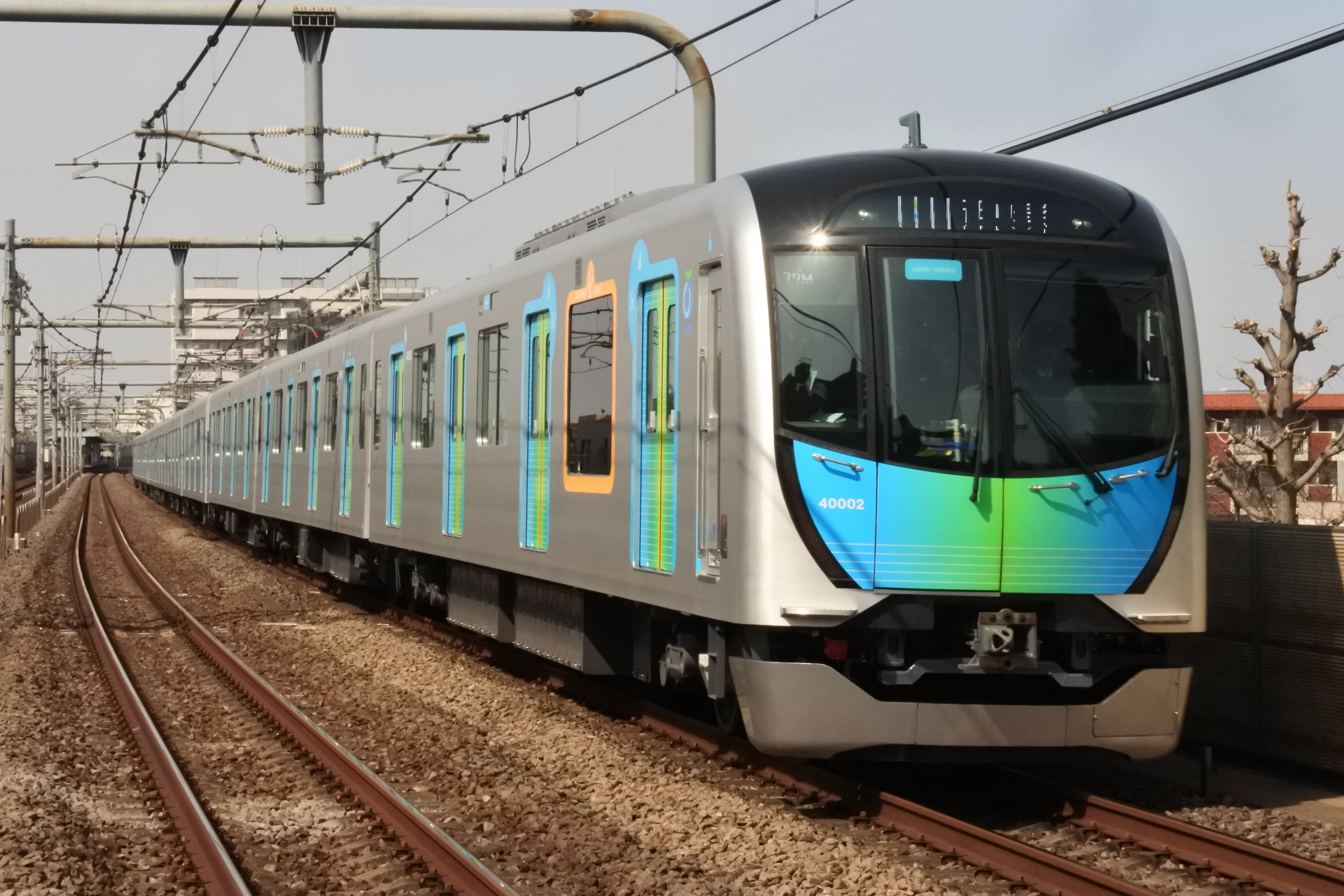
Seibu série 40000

### Ancien

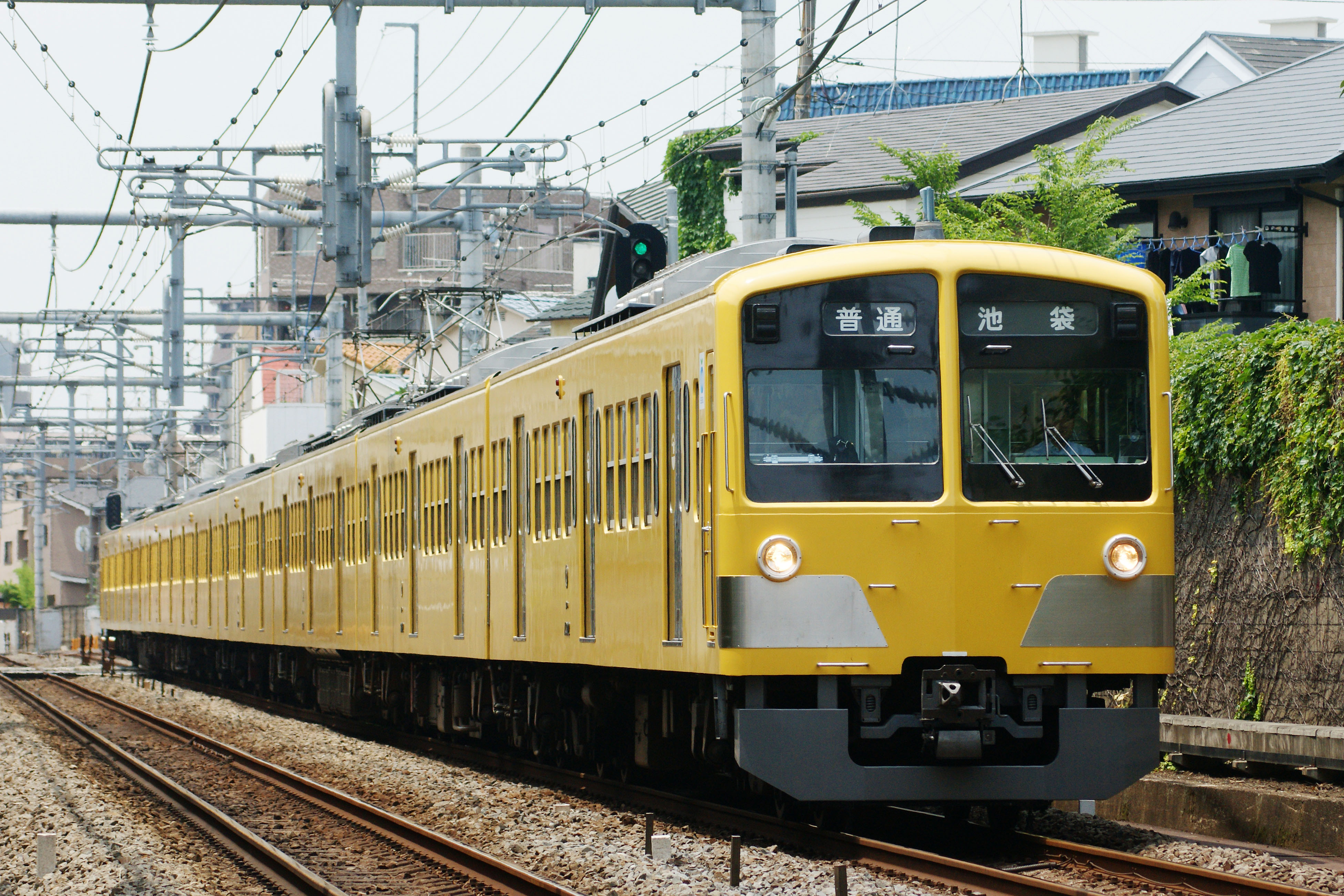
Seibu série 101
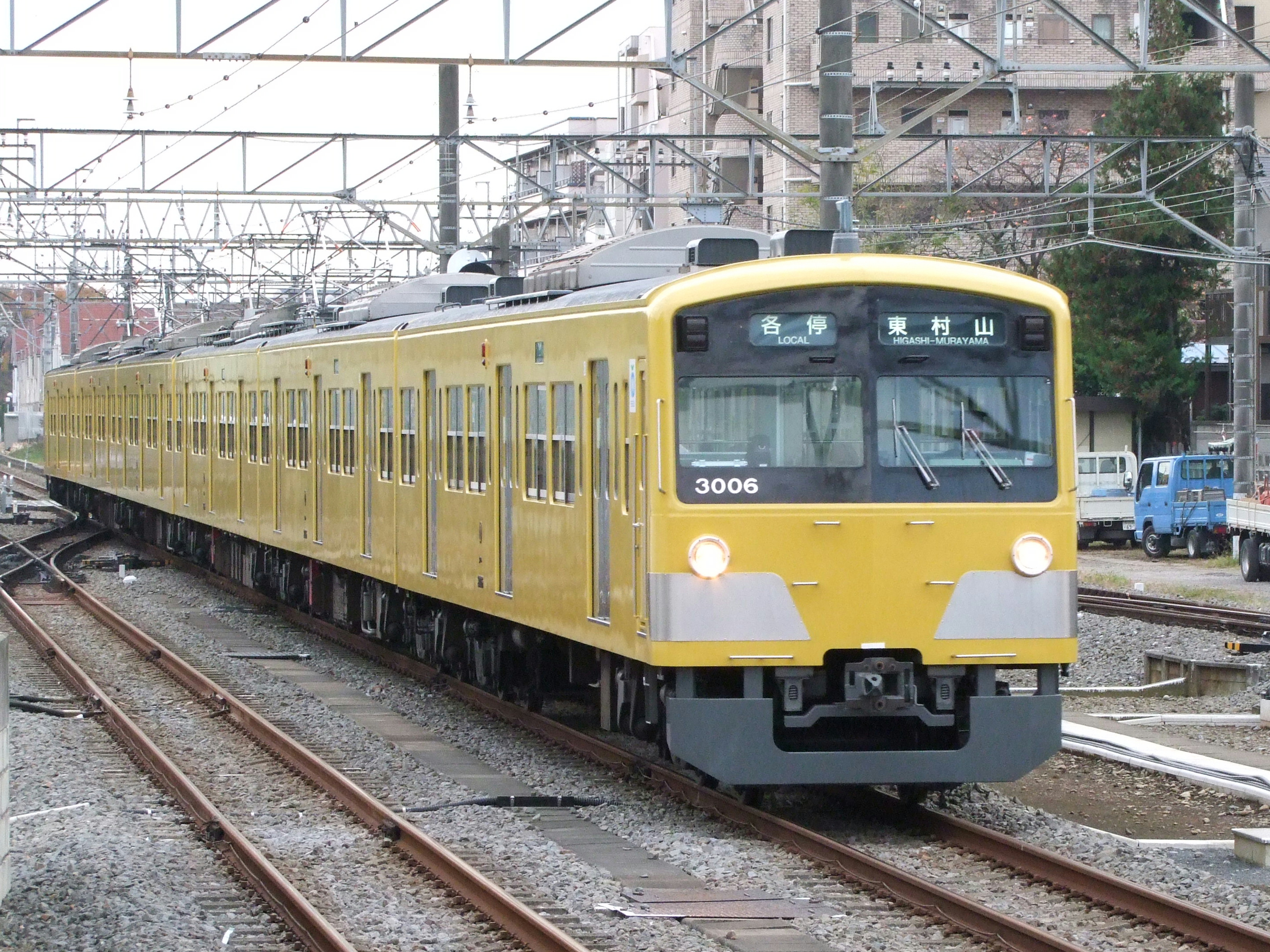
Seibu série 3000